# Beinn Buidhe na Creige
De Beinn Buidhe na Creige is een berg op Isle of Skye in Schotland. Hij is 216 meter hoog en ligt naast Loch Eynort. Op deze berg ontstaan vijf riviertjes.